# Dragan Kapcevic
Dragan Kapcevic, född 10 november 1985 i Prozor-Rama, Jugoslavien, är en fotbollsspelare (anfallare) från Bosnien och Hercegovina. Han är sedan 2023 tränare i Östers IF:s U17-lag.

## Karriär
Kapcevic moderklubb är HNK Rama och han har även spelat för HŠK Zrinjski Mostar i sitt hemland. innan han kom till Sverige. Han kom 2006 till Sverige tillsammans med sin bror, vilka båda anslöt sig till division 1-klubben Anundsjö IF. Efter att klubben blivit nerflyttade, lånades Kapcevic ut till Sollefteå GIF. Under sin tid i Sollefteå hamnade han i en bilolycka då hans bil voltade och han blev fastklämd under den. Prognosen var att hans fotbollskarriär kanske skulle vara över.
Dock gjorde han året efter en kort en-matchs comeback för sin gamla klubb Anundsjö där han gjorde två mål. Året därpå återvände han för fullt och började spela för Sollefteå. Där spelade han tillräckligt bra för att bli upptäckt av den Allsvenska klubben Gefle IF, vilka han skrev på ett 1,5-årskontrakt med. I oktober 2011 förlängde han sitt kontrakt med ett år.
I mars 2012 gick Kapcevic till Superettan-klubben IK Brage. Han gjorde under sin första säsong i klubben 12 mål på 29 ligamatcher. I december 2013 skrev han på för Husqvarna FF. I november 2014 skrev han på för Östersunds FK.
I december 2015 värvades Kapcevic av IK Sirius, där han skrev på ett treårskontrakt. Med sina 14 mål under 2016 kom han tvåa i Superettans skytteliga det året och var en viktig del i Sirius avancemang till Allsvenskan.
I juni 2017 värvades Kapcevic av Östers IF, där han skrev på ett 2,5-årskontrakt. Efter säsongen 2019 lämnade Kapcevic klubben. I februari 2020 skrev han på för division 2-klubben Räppe GoIF.
I november 2020 övergick Kapcevic till tränare och tog över klubben Nöbbele BK i Division 5 Södra. Andra säsongen som tränare slutade klubben på en 8:e plats. Inför säsongen 2023 blev han tränare i Östers IF:s U17-lag.